# Campionati mondiali di sci nordico 2015
I Campionati mondiali di sci nordico 2015 si sono svolti in Svezia, a Falun, dal 18 febbraio al 1º marzo. Il programma ha incluso gare di combinata nordica (solo maschili), salto con gli sci (maschili, femminili e una gara a squadre mista) e sci di fondo (maschili e femminili).

## Assegnazione e impianti
Il 3 giugno 2010 ad Adalia si è tenuto il congresso FIS per l'elezione della sede dei Campionati mondiali di sci nordico 2015. Falun è stata scelta tra altre tre località: Lahti (Finlandia), Oberstdorf (Germania) e Zakopane (Polonia).
| Sede candidata | Primo voto | Secondo voto | Voto finale |
| -------------- | ---------- | ------------ | ----------- |
| Falun          | 6          | 7            | 8           |
| Lahti          | 5          | 5            | 7           |
| Zakopane       | 3          | 3            | -           |
| Oberstdorf     | 1          | -            | -           |

Quelli del 2015 sono i quarti Mondiali ospitati da Falun, dopo le edizioni del 1954, del 1974 e del 1993. La località svedese inoltre fu parzialmente teatro anche dei Mondiali del 1980, limitatamente alla gara femminile di sci di fondo sulla distanza di 20 km che non faceva parte dei XIII Giochi olimpici invernali di Lake Placid 1980, nel cui contesto vennero assegnate tutte le altre medaglie iridate.

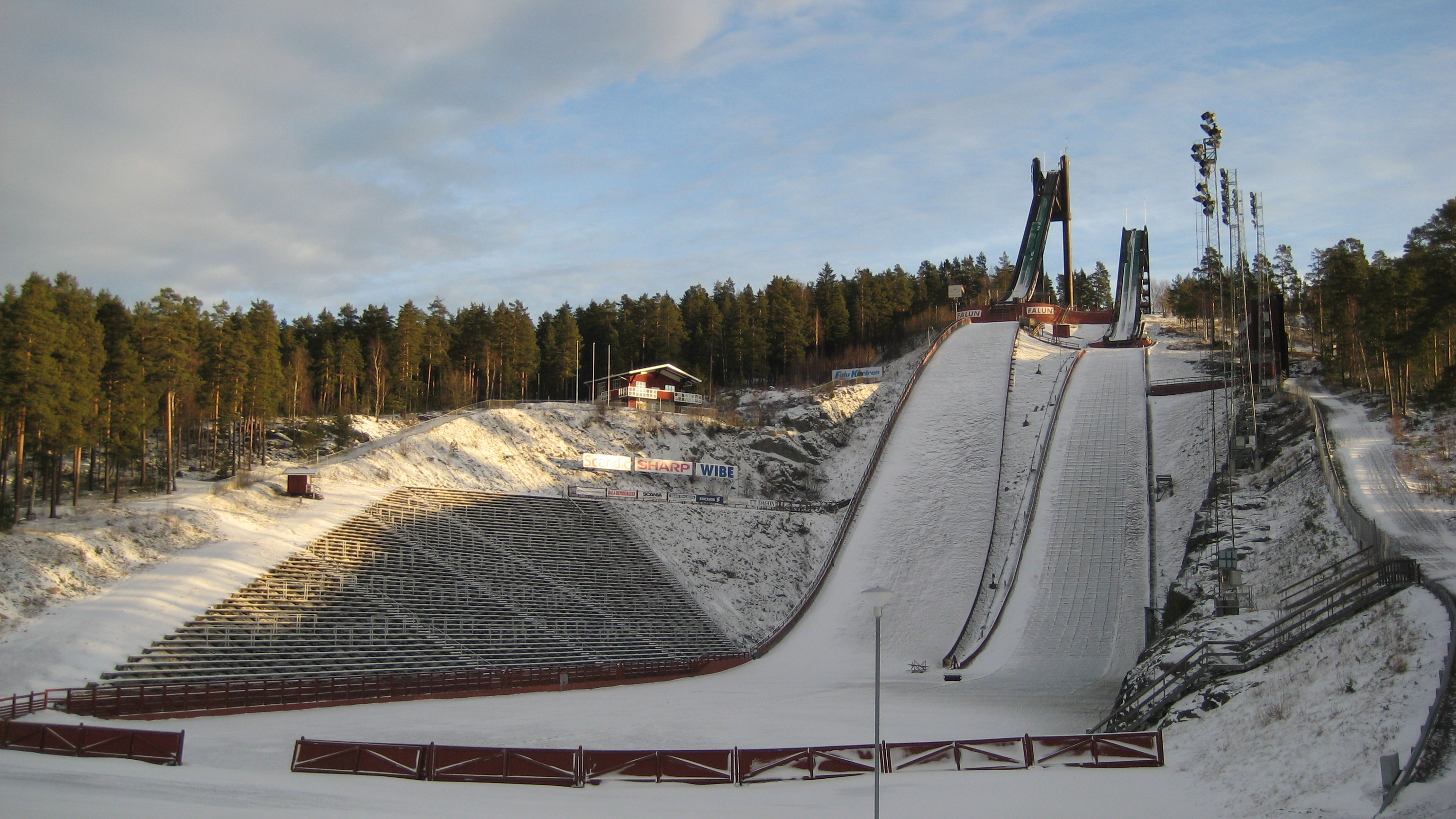
I trampolini del complesso Lugnet

Il trampolino Lugnet è stato inaugurato nel 1972, quando Falun ottenne per la seconda volta l'assegnazione dei Mondiali di sci nordico, e, dopo la ristrutturazione effettuata in vista dei Mondiali del 2015, conta due trampolini principali: HS134 e HS100.

## Risultati

### Uomini

#### Combinata nordica

##### Trampolino normale
| Pos. | Atleta              | Nazione  | Tempo   |
| ---- | ------------------- | -------- | ------- |
| 1    | Johannes Rydzek     | Germania | 26:38,9 |
| 2    | Alessandro Pittin   | Italia   | 26:40,2 |
| 3    | Jason Lamy-Chappuis | Francia  | 26:43,9 |
| 4    | Eric Frenzel        | Germania | 26:45,0 |
| 5    | Håvard Klemetsen    | Norvegia | 26:48,5 |
| 6    | Akito Watabe        | Giappone | 26:51,1 |
| 7    | Yoshito Watabe      | Giappone | 26:53,3 |
| 8    | Jørgen Graabak      | Norvegia | 27:31,5 |
| 9    | Fabian Rießle       | Germania | 27:37,6 |
| 10   | Bernhard Gruber     | Austria  | 27:38,4 |

Data: venerdì 20 febbraio 2015

Formula di gara: Gundersen NH/10 km

1ª manche:

Ore: 10.00 (UTC+1)

Trampolino: Lugnet HS100

2ª manche:

Ore: 16.00 (UTC+1)

Distanza: 10 km

##### Trampolino lungo
| Pos. | Atleta              | Nazione     | Tempo   |
| ---- | ------------------- | ----------- | ------- |
| 1    | Bernhard Gruber     | Austria     | 22:45,8 |
| 2    | François Braud      | Francia     | 22:57,7 |
| 3    | Johannes Rydzek     | Germania    | 23:00,7 |
| 4    | Magnus Moan         | Norvegia    | 23:00,9 |
| 5    | Bryan Fletcher      | Stati Uniti | 23:09,2 |
| 6    | Jason Lamy-Chappuis | Francia     | 23:12,8 |
| 7    | Akito Watabe        | Giappone    | 23:16,1 |
| 8    | Sébastien Lacroix   | Francia     | 23:16,7 |
| 9    | Tino Edelmann       | Germania    | 23:17,3 |
| 10   | Eric Frenzel        | Germania    | 23:17,3 |

Data: giovedì 26 febbraio 2015

Formula di gara: Gundersen LH/10 km

1ª manche:

Ore: 10.00 (UTC+1)

Trampolino: Lugnet HS134

2ª manche:

Ore: 15.15 (UTC+1)

Distanza: 10 km

##### Gara a squadre dal trampolino normale
| Pos. | Nazione     | Atleti                                                               | Tempo   |
| ---- | ----------- | -------------------------------------------------------------------- | ------- |
| 1    | Germania    | Tino Edelmann Eric Frenzel Fabian Rießle Johannes Rydzek             | 44:20,7 |
| 2    | Norvegia    | Magnus Moan Håvard Klemetsen Mikko Kokslien Jørgen Graabak           | 44:43,8 |
| 3    | Francia     | François Braud Maxime Laheurte Sébastien Lacroix Jason Lamy-Chappuis | 45:00,3 |
| 4    | Italia      | Armin Bauer Lukas Runggaldier Samuel Costa Alessandro Pittin         | 45:30,8 |
| 5    | Austria     | Philipp Orter Lukas Klapfer Bernhard Gruber Sepp Schneider           | 45:31,2 |
| 6    | Giappone    | Taihei Katō Yoshito Watabe Hideaki Nagai Akito Watabe                | 45:32,2 |
| 7    | Stati Uniti | Bryan Fletcher Taylor Fletcher Adam Loomis Bill Demong               | 46:58,5 |
| 8    | Rep. Ceca   | Tomáš Portyk Petr Kutal Lukáš Rypl Miroslav Dvořák                   | 48:07,1 |
| 9    | Finlandia   | Leevi Mutru Eetu Vähäsöyrinki Ilkka Herola Jim Härtull               | 48:28,7 |
| 10   | Estonia     | Kail Piho Kristjan Ilves Karl-August Tiirmaa Han-Hendrik Piho        | 48:46,5 |

Data: domenica 22 febbraio 2015

Formula di gara: T NH/4x5 km

1ª manche:

Ore: 10.00 (UTC+1)

Trampolino: Lugnet HS100

2ª manche:

Ore: 16.00 (UTC+1)

Distanza: 4x5 km

##### Sprint a squadre dal trampolino lungo
| Pos. | Nazione     | Atleti                             | Tempo   |
| ---- | ----------- | ---------------------------------- | ------- |
| 1    | Francia     | François Braud Jason Lamy-Chappuis | 38:31,6 |
| 2    | Germania    | Eric Frenzel Johannes Rydzek       | 38:34,3 |
| 3    | Norvegia    | Magnus Moan Håvard Klemetsen       | 38:51,0 |
| 4    | Finlandia   | Ilkka Herola Jim Härtull           | 39:35,8 |
| 5    | Italia      | Samuel Costa Alessandro Pittin     | 39:50,3 |
| 6    | Giappone    | Yoshito Watabe Akito Watabe        | 39:57,3 |
| 7    | Austria     | Sepp Schneider Bernhard Gruber     | 40:12,5 |
| 8    | Rep. Ceca   | Tomáš Portyk Miroslav Dvořák       | 40:22,0 |
| 9    | Stati Uniti | Bryan Fletcher Taylor Fletcher     | 40:31,5 |
| 10   | Slovenia    | Marjan Jelenko Gašper Berlot       | 42:05,8 |

Data: sabato 28 febbraio 2015

Formula di gara: T SP LH/2x7,5 km

1ª manche:

Ore: 10.00 (UTC+1)

Trampolino: Lugnet HS134

2ª manche:

Ore: 16.00 (UTC+1)

Distanza: 2x7,5 km

#### Salto con gli sci

##### Trampolino normale
| Pos. | Atleta          | Nazione   | Punteggio 1° salto | Punteggio 2° salto | Punteggio totale |
| ---- | --------------- | --------- | ------------------ | ------------------ | ---------------- |
| 1    | Rune Velta      | Norvegia  | 125,1              | 127,6              | 252,7            |
| 2    | Severin Freund  | Germania  | 122,6              | 129,7              | 252,3            |
| 3    | Stefan Kraft    | Austria   | 123,4              | 124,9              | 248,3            |
| 4    | Roman Koudelka  | Rep. Ceca | 119,5              | 123,2              | 242,7            |
| 5    | Taku Takeuchi   | Giappone  | 118,2              | 123,4              | 241,6            |
| 6    | Anders Bardal   | Norvegia  | 116,7              | 121,5              | 238,2            |
| 7    | Richard Freitag | Germania  | 116,9              | 116,8              | 233,7            |
| 8    | Jan Ziobro      | Polonia   | 112,0              | 116,6              | 228,6            |
| 9    | Anders Fannemel | Norvegia  | 114,3              | 113,3              | 227,6            |
| 10   | Marinus Kraus   | Germania  | 111,9              | 115,2              | 227,1            |

Data: sabato 21 febbraio 2015

Ore: 16.30 (UTC+1)

Trampolino: Lugnet HS100

##### Trampolino lungo
| Pos. | Atleta                | Nazione   | Punteggio 1° salto | Punteggio 2° salto | Punteggio totale |
| ---- | --------------------- | --------- | ------------------ | ------------------ | ---------------- |
| 1    | Severin Freund        | Germania  | 131,0              | 137,7              | 268,7            |
| 2    | Gregor Schlierenzauer | Austria   | 122,9              | 123,5              | 246,4            |
| 3    | Rune Velta            | Norvegia  | 118,1              | 124,8              | 242,9            |
| 4    | Peter Prevc           | Slovenia  | 121,7              | 120,1              | 241,8            |
| 5    | Stefan Kraft          | Austria   | 120,6              | 117,1              | 237,7            |
| 6    | Anders Bardal         | Norvegia  | 126,2              | 110,3              | 236,5            |
| 7    | Anders Fannemel       | Norvegia  | 119,7              | 114,2              | 233,9            |
| 8    | Roman Koudelka        | Rep. Ceca | 113,4              | 120,2              | 233,6            |
| 9    | Piotr Żyła            | Polonia   | 113,6              | 116,2              | 229,8            |
| 10   | Markus Eisenbichler   | Germania  | 110,1              | 117,8              | 227,9            |

Data: giovedì 26 febbraio 2015

Ore: 17.00 (UTC+1)

Trampolino: Lugnet HS134

##### Gara a squadre dal trampolino lungo
| Pos. | Nazione   | Atleti                                                                 | Punteggio 1° salto | Punteggio 2° salto | Punteggio Totale |
| ---- | --------- | ---------------------------------------------------------------------- | ------------------ | ------------------ | ---------------- |
| 1    | Norvegia  | Anders Bardal Anders Jacobsen Anders Fannemel Rune Velta               | 429,9              | 442,7              | 872,6            |
| 2    | Austria   | Stefan Kraft Michael Hayböck Manuel Poppinger Gregor Schlierenzauer    | 410,5              | 442,7              | 853,2            |
| 3    | Polonia   | Piotr Żyła Klemens Murańka Jan Ziobro Kamil Stoch                      | 407,9              | 440,2              | 848,1            |
| 4    | Giappone  | Junshirō Kobayashi Daiki Itō Taku Takeuchi Noriaki Kasai               | 411,8              | 419,4              | 831,2            |
| 5    | Germania  | Michael Neumayer Markus Eisenbichler Richard Freitag Severin Freund    | 394,3              | 414,9              | 809,2            |
| 6    | Slovenia  | Jurij Tepeš Nejc Dežman Jernej Damjan Peter Prevc                      | 385,3              | 412,2              | 797,5            |
| 7    | Russia    | Denis Kornilov Il'mir Chazetdinov Dmitrij Vasil'ev Michail Maksimočkin | 361,6              | 341,9              | 703,5            |
| 8    | Rep. Ceca | Jakub Janda Lukáš Hlava Jan Matura Roman Koudelka                      | 332,4              | 359,6              | 692,0            |
| 9    | Finlandia | Jarkko Määttä Lauri Asikainen Ville Larinto Janne Ahonen               | 328,5              |                    | 328,5            |
| 10   | Svizzera  | Killian Peier Gregor Deschwanden Gabriel Karlen Simon Ammann           | 314,2              |                    | 314,2            |

Data: sabato 28 febbraio 2015

Ore: 17.00 (UTC+1)

Trampolino: Lugnet HS134

#### Sci di fondo

##### 15 km
| Pos. | Atleta                | Nazione   | Tempo   |
| ---- | --------------------- | --------- | ------- |
| 1    | Johan Olsson          | Svezia    | 35:01,6 |
| 2    | Maurice Manificat     | Francia   | 35:19,4 |
| 3    | Anders Gløersen       | Norvegia  | 35:20,8 |
| 4    | Marcus Hellner        | Svezia    | 35:41,4 |
| 5    | Finn Hågen Krogh      | Norvegia  | 35:49,2 |
| 6    | Bernhard Tritscher    | Austria   | 35:55,0 |
| 7    | Lukáš Bauer           | Rep. Ceca | 35:56.3 |
| 8    | Chris Andre Jespersen | Norvegia  | 35:58,8 |
| 9    | Sjur Røthe            | Norvegia  | 36:02,8 |
| 10   | Evgenij Belov         | Russia    | 36:06,3 |

Data: mercoledì 25 febbraio 2015

Ore: 13.30 (UTC+1)

Tecnica libera

##### 50 km
| Pos. | Atleta                 | Nazione    | Tempo     |
| ---- | ---------------------- | ---------- | --------- |
| 1    | Petter Northug         | Norvegia   | 2:26:02,1 |
| 2    | Lukáš Bauer            | Rep. Ceca  | 2:26:03,8 |
| 3    | Johan Olsson           | Svezia     | 2:26:04,1 |
| 4    | Maksim Vylegžanin      | Russia     | 2:26:04,9 |
| 5    | Alex Harvey            | Canada     | 2:26:08,1 |
| 6    | Dario Cologna          | Svizzera   | 2:26:11,6 |
| 7    | Aleksej Poltoranin     | Kazakistan | 2:26:12,2 |
| 8    | Didrik Tønseth         | Norvegia   | 2:26:12,2 |
| 9    | Daniel Richardsson     | Svezia     | 2:26:16,7 |
| 10   | Aleksandr Bessmertnych | Russia     | 2:26:19,6 |

Data: domenica 1º marzo 2015

Ore: 13.30 (UTC+1)

Tecnica classica

Partenza in linea

##### Sprint
| Pos. | Atleta              | Nazione   |
| ---- | ------------------- | --------- |
| 1    | Petter Northug      | Norvegia  |
| 2    | Alex Harvey         | Canada    |
| 3    | Ola Vigen Hattestad | Norvegia  |
| 4    | Nikita Krjukov      | Russia    |
| 5    | Federico Pellegrino | Italia    |
| 6    | Tomas Northug       | Norvegia  |
| 7    | Teodor Peterson     | Svezia    |
| 8    | Ueli Schnider       | Svizzera  |
| 9    | Ristomatti Hakola   | Finlandia |
| 10   | Toni Ketelä         | Finlandia |

Data: giovedì 19 febbraio 2015

Qualificazioni:

Ore: 13.30 (UTC+1)

Finale:

Ore: 15.15 (UTC+1)

Tecnica classica

##### Skiathlon
| Pos. | Atleta             | Nazione  | Tempo     |
| ---- | ------------------ | -------- | --------- |
| 1    | Maksim Vylegžanin  | Russia   | 1:16:25,9 |
| 2    | Dario Cologna      | Svizzera | 1:16:26,3 |
| 3    | Alex Harvey        | Canada   | 1:16:27,5 |
| 4    | Didrik Tønseth     | Norvegia | 1:16:29,3 |
| 5    | Maurice Manificat  | Francia  | 1:16.36,1 |
| 6    | Calle Halfvarsson  | Svezia   | 1:16:48,7 |
| 7    | Niklas Dyrhaug     | Norvegia | 1:16:51,8 |
| 8    | Evgenij Belov      | Russia   | 1:16:52,6 |
| 9    | Jean-Marc Gaillard | Francia  | 1:16:53,5 |
| 10   | Marcus Hellner     | Svezia   | 1:16:57,8 |

Data: sabato 21 febbraio 2015

Ore: 14.30 (UTC+1)

15 km a tecnica classica

15 km a tecnica libera

##### Sprint a squadre
| Pos. | Nazione     | Atleti                              | Tempo    |
| ---- | ----------- | ----------------------------------- | -------- |
| 1    | Norvegia    | Finn Hågen Krogh Petter Northug     | 15:32,89 |
| 2    | Russia      | Aleksej Petuchov Nikita Krjukov     | 15:38,53 |
| 3    | Italia      | Dietmar Nöckler Federico Pellegrino | 15:38,62 |
| 4    | Germania    | Thomas Bing Tim Tscharnke           | 15:39,00 |
| 5    | Finlandia   | Ville Nousiainen Martti Jylhä       | 15:46,55 |
| 6    | Rep. Ceca   | Aleš Razým Dušan Kožíšek            | 15:49,62 |
| 7    | Stati Uniti | Andrew Newell Simi Hamilton         | 15:50,37 |
| 8    | Polonia     | Maciej Kreczmer Maciej Staręga      | 15:59,35 |
| 9    | Svezia      | Calle Halfvarsson Teodor Peterson   | 16:20,32 |
| 10   | Francia     | Robin Duvillard Baptiste Gros       | 16:33,93 |

Data: domenica 22 febbraio 2015

Ore: 12.30 (UTC+1)

6 frazioni a tecnica libera

##### Staffetta
| Pos. | Nazione   | Atleti                                                                   | Tempo     |
| ---- | --------- | ------------------------------------------------------------------------ | --------- |
| 1    | Norvegia  | Niklas Dyrhaug Didrik Tønseth Anders Gløersen Petter Northug             | 1:34:18,5 |
| 2    | Svezia    | Daniel Richardsson Johan Olsson Marcus Hellner Calle Halfvarsson         | 1:34:19,1 |
| 3    | Francia   | Jean-Marc Gaillard Maurice Manificat Robin Duvillard Adrien Backscheider | 1:34:27,4 |
| 4    | Russia    | Maksim Vylegžanin Aleksandr Bessmertnych Aleksandr Legkov Evgenij Belov  | 1:34:49,5 |
| 5    | Svizzera  | Ueli Schnider Dario Cologna Jonas Baumann Toni Livers                    | 1:36:21,5 |
| 6    | Italia    | Francesco De Fabiani Dietmar Nöckler Roland Clara Federico Pellegrino    | 1:36:45,7 |
| 7    | Germania  | Jonas Dobler Thomas Bing Florian Notz Tim Tscharnke                      | 1:36:57,5 |
| 8    | Finlandia | Sami Jauhojärvi Iivo Niskanen Matti Heikkinen Ville Nousiainen           | 1:36:57,5 |
| 9    | Rep. Ceca | Aleš Razým Martin Jakš Dušan Kožíšek Petr Knop                           | 1:37:03,1 |
| 10   | Canada    | Alex Harvey Graeme Killick Ivan Babikov Len Valjas                       | 1:37:22,0 |

Data: venerdì 27 febbraio 2015

Ore: 13.30 (UTC+1)

2 frazioni da 10 km a tecnica classica

2 frazioni da 10 km a tecnica libera

### Donne

#### Salto con gli sci

##### Trampolino normale
| Pos. | Atleta                     | Nazione     | 1° salto | 2° salto | Totale |
| ---- | -------------------------- | ----------- | -------- | -------- | ------ |
| 1    | Carina Vogt                | Germania    | 119,2    | 117,7    | 236,9  |
| 2    | Yūki Itō                   | Giappone    | 113,9    | 121,2    | 235,1  |
| 3    | Daniela Iraschko           | Austria     | 122,9    | 110,9    | 233,8  |
| 4    | Sara Takanashi             | Giappone    | 111,4    | 116,9    | 228,3  |
| 5    | Taylor Henrich             | Canada      | 115,5    | 112,4    | 227,9  |
| 6    | Sarah Hendrickson          | Stati Uniti | 111,6    | 114,8    | 226,4  |
| 7    | Jacqueline Seifriedsberger | Austria     | 112,9    | 112,7    | 225,6  |
| 8    | Eva Pinkelnig              | Austria     | 113,6    | 110,2    | 223,8  |
| 9    | Jessica Jerome             | Stati Uniti | 105,3    | 114,1    | 219,4  |
| 10   | Špela Rogelj               | Slovenia    | 111,9    | 106,0    | 217,9  |

Data: venerdì 20 febbraio 2015

Ore: 17.00 (UTC+1)

Trampolino: Lugnet HS100

#### Sci di fondo

##### 10 km
| Pos. | Atleta                  | Nazione     | Tempo   |
| ---- | ----------------------- | ----------- | ------- |
| 1    | Charlotte Kalla         | Svezia      | 25:08,8 |
| 2    | Jessica Diggins         | Stati Uniti | 25:49,8 |
| 3    | Caitlin Compton         | Stati Uniti | 25:55,7 |
| 4    | Maria Rydqvist          | Svezia      | 25:57,4 |
| 5    | Anouk Faivre-Picon      | Francia     | 26:04,0 |
| 6    | Nathalie von Siebenthal | Svizzera    | 26:08,0 |
| 7    | Masako Ishida           | Giappone    | 26:11,3 |
| 8    | Kerttu Niskanen         | Finlandia   | 26:13,4 |
| 9    | Seraina Boner           | Svizzera    | 26:14,6 |
| 10   | Liz Stephen             | Stati Uniti | 26:15,2 |

Data: martedì 24 febbraio 2015

Ore: 13.30 (UTC+1)

Tecnica libera

##### 30 km
| Pos. | Atleta                   | Nazione   | Tempo     |
| ---- | ------------------------ | --------- | --------- |
| 1    | Therese Johaug           | Norvegia  | 1:24:47,0 |
| 2    | Marit Bjørgen            | Norvegia  | 1:25:39,3 |
| 3    | Charlotte Kalla          | Svezia    | 1:26:18,6 |
| 4    | Kerttu Niskanen          | Finlandia | 1:26:42,2 |
| 5    | Sofia Bleckur            | Svezia    | 1:26:56,3 |
| 6    | Stefanie Böhler          | Germania  | 1:27:23,9 |
| 7    | Aino-Kaisa Saarinen      | Finlandia | 1:27:32,2 |
| 8    | Heidi Weng               | Norvegia  | 1:27:32,7 |
| 9    | Eva Nývltová             | Rep. Ceca | 1:27:39,4 |
| 10   | Ingvild Flugstad Østberg | Norvegia  | 1:27:48,1 |

Data: sabato 28 febbraio 2015

Ore: 13.00 (UTC+1)

Tecnica classica

Partenza in linea

##### Sprint
| Pos. | Atleta                   | Nazione     |
| ---- | ------------------------ | ----------- |
| 1    | Marit Bjørgen            | Norvegia    |
| 2    | Stina Nilsson            | Svezia      |
| 3    | Maiken Caspersen Falla   | Norvegia    |
| 4    | Justyna Kowalczyk        | Polonia     |
| 5    | Kari Vikhagen Gjeitnes   | Norvegia    |
| 6    | Ingvild Flugstad Østberg | Norvegia    |
| 7    | Kerttu Niskanen          | Finlandia   |
| 8    | Alena Procházková        | Slovacchia  |
| 9    | Celine Brun-Lie          | Norvegia    |
| 10   | Sophie Caldwell          | Stati Uniti |

Data: giovedì 19 febbraio 2015

Qualificazioni:

Ore: 13.30 (UTC+1)

Finale:

Ore: 15.15 (UTC+1)

Tecnica classica

##### Skiathlon
| Pos. | Atleta                     | Nazione   | Tempo   |
| ---- | -------------------------- | --------- | ------- |
| 1    | Therese Johaug             | Norvegia  | 40:57,6 |
| 2    | Astrid Uhrenholdt Jacobsen | Norvegia  | 41:03,3 |
| 3    | Charlotte Kalla            | Svezia    | 41:03,6 |
| 4    | Kerttu Niskanen            | Finlandia | 42:03,3 |
| 5    | Sofia Bleckur              | Svezia    | 42:05,0 |
| 6    | Marit Bjørgen              | Norvegia  | 42:30,8 |
| 7    | Heidi Weng                 | Norvegia  | 42:38,9 |
| 8    | Riitta-Liisa Roponen       | Finlandia | 42:39,2 |
| 9    | Maria Rydqvist             | Svezia    | 42:40,8 |
| 10   | Eva Nývltová               | Rep. Ceca | 42:41,4 |

Data: sabato 21 febbraio 2015

Ore: 13.00 (UTC+1)

7,5 km a tecnica classica

7,5 km a tecnica libera

##### Sprint a squadre
| Pos. | Nazione     | Atlete                                          | Tempo    |
| ---- | ----------- | ----------------------------------------------- | -------- |
| 1    | Norvegia    | Ingvild Flugstad Østberg Maiken Caspersen Falla | 14:29,57 |
| 2    | Svezia      | Ida Ingemarsdotter Stina Nilsson                | 14:37,74 |
| 3    | Polonia     | Justyna Kowalczyk Sylwia Jaśkowiec              | 14:38,05 |
| 4    | Germania    | Nicole Fessel Denise Herrmann                   | 14:41,14 |
| 5    | Russia      | Anastasija Docenko Natal'ja Matveeva            | 14:58,76 |
| 6    | Francia     | Coraline Hugue Célia Aymonier                   | 14:59,83 |
| 7    | Svizzera    | Seraina Boner Laurien van der Graaff            | 15:03,55 |
| 8    | Stati Uniti | Sophie Caldwell Jessica Diggins                 | 15:03,63 |
| 9    | Slovenia    | Katja Višnar Nika Razinger                      | 15:11,96 |
| 10   | Finlandia   | Riikka Sarasoja Anne Kyllönen                   | 15:12,47 |

Data: domenica 22 febbraio 2015

Ore: 12.30 (UTC+1)

6 frazioni a tecnica libera

##### Staffetta
| Pos. | Nazione     | Atlete                                                                       | Tempo   |
| ---- | ----------- | ---------------------------------------------------------------------------- | ------- |
| 1    | Norvegia    | Heidi Weng Therese Johaug Astrid Uhrenholdt Jacobsen Marit Bjørgen           | 49:04,7 |
| 2    | Svezia      | Sofia Bleckur Charlotte Kalla Maria Rydqvist Stina Nilsson                   | 49:33,9 |
| 3    | Finlandia   | Aino-Kaisa Saarinen Kerttu Niskanen Riitta-Liisa Roponen Krista Pärmäkoski   | 49:35,6 |
| 4    | Stati Uniti | Sadie Bjornsen Rosie Brennan Liz Stephen Jessica Diggins                     | 50:54,6 |
| 5    | Polonia     | Kornelia Kubińska Justyna Kowalczyk Ewelina Marcisz Sylwia Jaśkowiec         | 50:57,0 |
| 6    | Germania    | Victoria Carl Stefanie Böhler Denise Herrmann Nicole Fessel                  | 50:59,2 |
| 7    | Russia      | Anastasija Docenko Alevtina Tanygina Natal'ja Žukova Julija Čekalëva         | 51:44,4 |
| 8    | Francia     | Aurore Jéan Célia Aymonier Anouk Faivre-Picon Coraline Hugue                 | 52:12,8 |
| 9    | Italia      | Francesca Baudin Virginia De Martin Topranin Marina Piller Ilaria Debertolis | 53:05,6 |
| 10   | Slovenia    | Anamarija Lampič Katja Višnar Nika Razinger Lea Einfalt                      | 53:20,6 |

Data: giovedì 26 febbraio 2015

Ore: 13.30 (UTC+1)

2 frazioni da 5 km a tecnica classica

2 frazioni da 5 km a tecnica libera

### Misto

#### Salto con gli sci

##### Gara a squadre dal trampolino normale
| Pos. | Nazione     | Atleti                                                                   | Punteggio |
| ---- | ----------- | ------------------------------------------------------------------------ | --------- |
| 1    | Germania    | Carina Vogt Richard Freitag Katharina Althaus Severin Freund             | 917,9     |
| 2    | Norvegia    | Line Jahr Anders Bardal Maren Lundby Rune Velta                          | 915,6     |
| 3    | Giappone    | Sara Takanashi Noriaki Kasai Yūki Itō Taku Takeuchi                      | 888,3     |
| 4    | Austria     | Daniela Iraschko Michael Hayböck Jacqueline Seifriedsberger Stefan Kraft | 869,5     |
| 5    | Slovenia    | Maja Vtič Nejc Dežman Špela Rogelj Peter Prevc                           | 868,4     |
| 6    | Russia      | Irina Avvakumova Il'mir Chazetdinov Sof'ja Tichonova Michail Maksimočkin | 791,8     |
| 7    | Stati Uniti | Nita Englund Nicholas Alexander Sarah Hendrickson William Rhoads         | 789,3     |
| 8    | Francia     | Léa Lemare Ronan Lamy-Chappuis Julia Clair Vincent Descombes Sevoie      | 773,2     |
| 9    | Italia      | Elena Runggaldier Sebastian Colloredo Evelyn Insam Davide Bresadola      | 374,5     |
| 10   | Finlandia   | Julia Kykkänen Jarkko Määttä Susanna Forsström Janne Ahonen              | 369,5     |

Data: domenica 22 febbraio 2015

Ore: 17.00 (UTC+1)

Trampolino: Lugnet HS100

## Medagliere per nazioni
| Pos. | Nazione     | Oro | Argento | Bronzo | Totale |
| ---- | ----------- | --- | ------- | ------ | ------ |
| 1    | Norvegia    | 11  | 4       | 5      | 20     |
| 2    | Germania    | 5   | 2       | 1      | 8      |
| 3    | Svezia      | 2   | 4       | 3      | 9      |
| 4    | Francia     | 1   | 2       | 3      | 6      |
| 5    | Austria     | 1   | 2       | 2      | 5      |
| 6    | Russia      | 1   | 1       | 0      | 2      |
| 7    | Canada      | 0   | 1       | 1      | 2      |
| 7    | Italia      | 0   | 1       | 1      | 2      |
| 7    | Giappone    | 0   | 1       | 1      | 2      |
| 7    | Stati Uniti | 0   | 1       | 1      | 2      |
| 11   | Rep. Ceca   | 0   | 1       | 0      | 1      |
| 11   | Svizzera    | 0   | 1       | 0      | 1      |
| 13   | Polonia     | 0   | 0       | 2      | 2      |
| 14   | Finlandia   | 0   | 0       | 1      | 1      |